# Chloé Dufour-Lapointe
Chloé Dufour-Lapointe (n. 2 decembrie 1991, Montréal, provincia Québec, Canada) este o sportivă ce a reprezentat Canada, medaliată olimpică. A participat la 3 ediții ale Jocurilor Olimpice (2010, 2014, 2018) în care a câștigat o medalie de argint.